# Lichuan-Rotbauchunke
Die Lichuan-Rotbauchunke (Bombina lichuanensis) gehört innerhalb der Ordnung der Froschlurche zur „urtümlichen“ Familie Bombinatoridae und zur Gattung der Unken. Sie wurde erst 1994 erstmals beschrieben aus dem chinesischen Beiyang in der Provinz Hubei sowie aus dem angrenzenden Sichuan. Die Art wurde ursprünglich als Farbvariante der Warzenunke (Bombina microdeladigitora) angesehen, der sie bis auf eine andere Bauchfärbung sehr ähnelt. Molekularbiologische Untersuchungen unterstützen aber die Einordnung als eigene Art.
Die Art besiedelt Moore in etwa 1800 Metern Höhe und benötigt Tümpel zur Fortpflanzung. Auf Grund des kleinen Verbreitungsgebiets wird die Art in der Roten Liste der IUCN als gefährdet (Vulnerable) geführt.

## Nachweise
1. ↑  Guohua Yu, Junxing Yang, Mingwang Zhang, Dingqi Rao: Phylogenetic and Systematic Study of the Genus Bombina (Amphibia: Anura: Bombinatoridae): New Insights from Molecular Data. In: Journal of Herpetology. Band 41, Nr. 3, 2007, S. 365–377 (englisch).
2. ↑  Eintrag der Art in der Roten Liste der IUCN